# 香椎セピア通り
香椎セピア通り（かしいセピアどおり）は、福岡県福岡市東区香椎駅前一丁目～香椎駅前二丁目、福岡県道516号香椎停車場線にある商店街である。

## 概要
国道3号と西鉄香椎駅・JR香椎駅を結んでおり、歩行者だけでなく車・バスの量も多い。
正式名称はJR香椎駅～西鉄香椎駅は香椎駅前商店街、西鉄香椎駅～国道3号は香椎大通り商店街である。

## 香椎駅前商店街
JR香椎駅と西鉄香椎駅の乗換え客が通る商店街で、人通りが多い。特にJR香椎駅～福岡県道504号町川原福岡線との交差点はよく自転車が停めてある上、駅からの人、駅ビル利用者等でいつも混んでいる。
また、JR香椎駅と西鉄香椎駅の接続だけでなく、フレスタ香椎（香椎駅ビル）・浜男通り1区商店街・浜男通り2区商店街・香椎中央商店街・香椎名店街とも接続している。

## 香椎大通り商店街
国道3号から福岡県道504号町川原福岡線へ抜ける下原行きに加え、国道3号から香椎大通り商店街の香椎駅側から曲がり、西鉄香椎駅に至る西鉄香椎行きが多数ある。
香椎地区で最も栄えているキラキラ通りKASHIIと接続している。

## 交通
- JR香椎駅
- 西鉄香椎駅
- 香椎停留所
- 西鉄香椎駅前停留所
- 西鉄香椎停留所